# Сегал, Симон
Симон Сегал (фр. Simon Segal; 3 октября 1898, Белосток, Россия — 2 августа 1969, Аркашон, Франция) — французский художник, живописец и график.

## Биография
Симон Сегал родился в обеспеченной еврейской семье в Белостоке. Учился в студии начинающих художников, работал инженером. С 1918 по 1924 год проживал в Берлине.
С 1925 года жил во Франции. Работал библиотекарем, рабочим на заводе Ситроен, стилистом Поля Пуаре, заказавшему сделать художнику серию кукол.
До 1933 года жил в Тулоне, затем в Париже. 
В 1935 году прошла его первая персональная выставка в Париже.
В годы Второй мировой войны находился в департаменте Крез, затем в Ла-Манше. После окончания войны поселился в Джобурге, близ мыса Гаага.
В 1953 году возвращается в столицу Франции и проводит несколько персональных выставок. Он иллюстрирует Библию для издательства Лабержье в 1956 году. В 60-х он поселяется на Монмартре.
В 1968 году он завершает свою творческую карьеру иллюстрациями к Апокалипсису, изданному Kieffer book editor в Париже. Похоронен на кладбище в Аркашоне.
Известен пейзажами, картинами сельской жизни во Франции. Выставлялся в галерее «Бийе-Вормс» (1935) и в известных парижских салонах.
Открыт музей Симона Сегала в Апсу (Прованс-Альпы-Лазурный берег)

## Выставки
- 1935 — Париж — Galerie Billiet-Worms
- 1950 — Париж — Galerie Drouant-David
- 1951 — Тулон
- 1953-55 — Париж — Galerie Bruno Bassano
- 1956 — Альби — Музей Анри де Тулуз-Лотрека (rétrospective)
- 1957 — Париж — Galerie Bruno Bassano
- 1959 — Париж — Дом-музей Бурделя (Париж) (mosaïques)
- 1960 — Сан-Паулу — Musée d’art moderne (mosaïques)
- 1961 — Лондрес — Upper Grosvenor Galleries
- 1963 — Милан — Galerie Stendhal
- 1964 — Париж — Galerie Bruno Bassano
- 1968 — Париж — Galerie Drouant
- 1971 — Брест (Франция) — Palais des Arts et de la Culture (rétrospective)
- 1972 — Вальреас — Château de Simiane (rétrospective)
- 1982 — Париж — Salon de la Rose-Croix (rétrospective)
- 1989 — Париж — Musée du Luxembourg (rétrospective générale, 160 œuvres)
- 1990 — Париж — Salon du Dessin & de la Peinture à l’eau (30 œuvres)
- 1997 — Аркашон (rétrospective, 50 œuvres)
- 1999 — Шербур-Октевиль — Musée Thomas Henry ? Segal à La Hague ? (70 œuvres)
- 2010 — Белосток — Muzeum Podlaskie